# 长嘴星喉蜂鸟
长嘴星喉蜂鸟（学名：Heliomaster longirostris），是雨燕目蜂鸟科的一种鸟类。其种加词“longirostris”意为“长吻的”。
长嘴星喉蜂鸟体重约6.6克，翼长约58.4毫米，嘴峰长约35毫米，喙宽度约2.7毫米，喙厚度约2.7毫米，跗蹠长约4.4毫米，尾长约30.7毫米。长嘴星喉蜂鸟在其分布区内为留鸟，其栖息在密集的高大树木组成的森林中，食性为草食性，主要食物来源是植物的花蜜。

## 亚种
- ：分布于墨西哥南部热带地区至尼加拉瓜。
- ：分布于哥斯达黎加东部至玻利维亚和巴西及特立尼达岛。
- ：分布于厄瓜多尔西部热带地区和秘鲁西北部。[4]